# برايان فولكنير
برايان فولكنير (بالإنجليزية: Brian Faulkner)‏ هو سياسي بريطاني (وحمل سابقاً جنسية المملكة المتحدة لبريطانيا العظمى وأيرلندا)، ولد في 18 فبراير 1921 في مقاطعة داون في المملكة المتحدة، وتوفي في 3 مارس 1977 في أيرلندا الشمالية في المملكة المتحدة. حزبياً، نشط في حزب ألستر الوحدوي.

## مناصب
- انتخب عضو برلمان أيرلندا الشمالية.
- في الانتخابات البرلمانية في أيرلندا الشمالية 1973 [الإنجليزية]‏، انتخب عضو برلمان أيرلندا الشمالية 1973-1974 وقد انضم خلال فترته النيابية ‏ للكتلة البرلمانية حزب ألستر الوحدوي.
- انتخب Prime Minister of Northern Ireland [الإنجليزية]‏ (23 مارس 1971 – 30 مارس 1972).
- انتخب عضو مجلس اللوردات.